# Ambrose H. Sevier
Ambrose H. Sevier (Greene megye, 1801. november 4. – Pulaski megye, 1848. december 31.) az Amerikai Egyesült Államok szenátora (Arkansas, 1836–1848).